# Piccoli uomini
Piccoli uomini è un romanzo del 1871 scritto da Louisa May Alcott. Le vicende raccontate seguono quelle narrate in Piccole donne (1868) e Piccole donne crescono  (1869)  e si concluderanno nell’ultima parte della saga, I ragazzi di Jo (1886).
Piccoli uomini narra gli esordi della scuola Plumfield di Jo descrivendo le avventure degli allievi, tra cui Rob e Teddy (figli di Jo e Fritz), Demi, Daisy (figli di Meg e John) e Bess (figlia di Laurie e Amy). Tra gli altri personaggi vi sono l'ingenuo violinista Nat, il suo amico scapestrato Dan, l'esperto di mare Emil, il più maturo Franz, i vivaci Nan e Tom, Dolly e Stuffy.

## Adattamenti dell'opera

### Televisione
- Una classe di monelli per Jo (Wakakusa monogatari Nan to Jo sensei) - serie animata, parte del progetto World Masterpiece Theater (1993)
- Little Men - serie televisiva di 26 episodi (1998-1999)

### Cinema
- Piccoli uomini (Little Men), regia di Phil Rosen (1934)
- I due avventurieri (Little Men), regia di Norman Z. McLeod (1940)

## Edizioni
- Luisa Alcott, Piccoli uomini: libro di lettura per fanciulli e fanciulle, traduzione di Ciro e Michelina Trabalza, Lanciano, R. Carabba, 1905.
- Louisa May Alcott, Piccoli uomini, Mursia, 2008,  p. 280, ISBN 978-88-425-4001-4.